# 朱繼忠
朱繼忠（15世紀—16世紀），字以誠，江西饒州府樂平縣人，明朝政治人物。

## 生平
朱繼忠是嘉靖四年（1525年）乙酉科江西鄉試第四十三名舉人，五年（1526年）丙戌科第五十四名進士。授南京兵部主事，改工部員外郎，監督臨清磚廠有清操名聲，十六年（1537年）陞通政使司右參議，明世宗對其狀偉聲洪感到奇異，十八年（1539年）扈從駕幸承天府回朝獲賜宴頒賞，同年因事謫浙江市舶司提舉，二十四年（1545年）陞興化府同知，遷廣東按察司僉事，致仕歸里後三十年謝絕請託，遇上恩賜進階朝列大夫，著有《小川集》。

## 引用
1. 1 2  同治《樂平縣志·卷八·人物志》：朱繼忠，字以誠，坊人，幼穎不群，文思俊發，登嘉靖丙戌進士，授南京兵部主事，改工部員外郎，監臨清磚廠有清操，擢通政司參議，世宗奇其狀偉聲洪，駕幸承天扈從回朝，賜宴頒賞，尋以事左遷浙江市舶司提舉，陞興化同知，轉廣東僉事，歸鄉三十年絕請託，遇恩進階朝列大夫，著有《小川集》，舊志載文苑。
2. ↑  同治《樂平縣志·卷七·選舉》：進士……明……（嘉靖）五年丙戌龔用卿榜 朱繼忠，見宦業……鄉舉……明……（嘉靖）四年乙酉鄉試 朱繼忠，丙戌進士
3. ↑  《明世宗肅皇帝實錄·卷二百三》：（嘉靖十六年八月甲戌）陞通政使司右參議唐國相為本司左參議，工部員外郎朱繼忠為通政使司右參議。
4. ↑  雍正《江西通志·卷九十·人物》：朱繼忠，字以誠，樂平人，嘉靖進士，官至通政司參議，居鄉三十年絕請託，著有《小川集》。 同上（安志）